# 赤塔共和国
赤塔共和国（俄语：Читинская республика）是一个短暂存在的工人共和国，于1905年末—1906年初在西伯利亚东部的城市赤塔建立。赤塔是早期革命家和日俄战争战士的流放地，也是20世纪初工人不满情绪的中心。在1905年俄国革命期间，由俄国社会民主工党领导的武装革命者，包括维克托·库尔纳托夫斯基、安东·科斯丁科-沃利乌扎尼奇和伊万·巴布什金，组织的“士兵和哥萨克代表苏维埃”控制了这座城市，并于1905年12月宣布成立赤塔共和国。
赤塔共和国试图在城市及其郊区组织和建立行政机构。1905年12月7日，新期刊《外贝加尔斯基工人》在赤塔发行。但在莫斯科和圣彼得堡的起义被镇压后，共和国注定失败。由保罗·冯·伦南坎普夫和亚历山大·梅勒-扎科梅尔斯基将军领导的忠于沙皇政权的军队被派去镇压叛乱地区；赤塔于1906年1月22日被政府军占领。赤塔共和国的6位领导人在季托夫斯基山坡上被枪决。库尔纳托夫斯基起先被判处死刑，后来改判为终身流放西伯利亚。军事法庭对判处其他许多人死刑，包括26名士兵。为了纪念赤塔共和国的领导人，赤塔的几条中央街道以他们的名字命名，包括巴布什基纳街、库尔纳托夫斯基街等。